# Trifão (censitor)
Trifão (em grego: Τρύφων; romaniz.: Tryphon) foi um oficial bizantino do século VI ativo sob o imperador Justiniano (r. 527–565). Em 534, talvez como censitor, acompanhou o também oficial Eustrácio à recém conquistada Prefeitura pretoriana da África.